# 206 TCN
Năm 206 TCN là một năm trong lịch Julius. 